# Ruga (Népal)
Pour l’article homonyme, voir Ruga.
Ruga (en népalais : रुगा) est un comité de développement villageois du Népal situé dans le district de Mugu. Au recensement de 2011, il comptait 3 899 habitants.